# یانوس لوبه
یانوس لوبه (انگلیسی: János Löbe؛ زادهٔ ۲۱ اوت ۱۹۹۵) بازیکن فوتبال اهل آلمان است.